# GM-NAA I/O
GM-NAA I/O (General Motors &  North American Aviation Input/Output system) — первая операционная система для компьютера IBM 704. Разработана в 1955 году Робертом Л. Патриком из General Motors и Оуэном Моком из North American Aviation на базе системного монитора для IBM 701. Основной целью операционной системы было последовательное исполнение подаваемых на вход программ, также она предоставляла программисту некоторые функции для работы с вводом/выводом.